# Dragons 3D
Drakar: Myter och skrönor (också känd som Dragons 3D och Dragons: Real Myths and Unreal Creatures - 2D/3D) är en kortfilm från 2013 för IMAX och storbildsbiografer. Filmen skrevs och regisserades av Marc Fafard, och har Max von Sydow i huvudrollen som drömterapeuten Dr Alistair Conis och Laurence Leboeuf i rollen som den unga kvinnan Skye Ingram med återkommande mardrömmar om drakar. I ett dokumentärliknande filmspråk och med hjälp av datorgenererade animationer utforskar filmen legender och historisk forskning kring drakar från bland annat Kina, Japan, Mesopotamien och Storbritannien.
Filmen hade svensk premiär på Stockholms Filmfestival Junior 2014, och har visats flera gånger på Sveriges Television.